# ديفيد خان (كاتب)
ديفيد خان (بالإنجليزية: David Kahn)‏ هو صحفي ومؤرخ ورياضياتي وكاتب وعالم حاسوب أمريكي، ولد في 7 فبراير 1930 في نيويورك في الولايات المتحدة.

## وصلات خارجية
- ديفيد خان على موقع IMDb (الإنجليزية)